# Aquadiscula
Aquadiscula is een geslacht van schimmels uit de orde Helotiales. De familie is nog niet eenduidig geplaatst (incertae sedis). Het geslacht werd voor het eerst in 1985 beschreven door Shearer & J.L. Crane. De typesoort is Aquadiscula appendiculata.

## Soorten
Volgens Index Fungorum telt dit geslacht twee soorten (peildatum december 2022):
| Soortnaam                 | Auteur(s)            | Publicatiejaar |
| ------------------------- | -------------------- | -------------- |
| Aquadiscula appendiculata | Shearer & J.L. Crane | 1985           |
| Aquadiscula clavispora    | Fallah & Shearer     | 2001           |